# Joseph Appel
Joseph Franz Appel (auch Josef Appel; * 18. Mai 1767 in Wien; † 4. Dezember 1834 ebenda) war ein österreichischer Numismatiker.

## Leben
Joseph Appel war der Sohn eines Numismatikers. Der Vater hatte einen weiteren Sohn, Franz. Er teilte seine Sammlung auf seine Söhne auf, sodass Franz die Medaillen, Joseph aber die Münzen bekam. Mit der Zeit sammelte Appel weitere Münzen, wobei er Fleiß und Geld opferte. Dabei erwies er sich als sehr kenntnisreich. Daher arbeitete er ab 1787 als Bediensteter des Staates, so war er zuletzt Kommissär der kaiserlich-königlichen Einlösungs- und Tilgungs-Deputation. Auch war er Kommissär bei der Herstellung von  Einlösungs- und Antizipationsscheinen.
Appel starb 1834 in Wien und erreichte somit ein Alter von 77 Jahren.

## Wirken
Appel war in der Fachwelt wegen seiner Kenntnisse, aber auch wegen seiner Sammlungen ein geschätzter Numismatiker. Man urteilte über ihn, er habe gut Münzen auf ihre Echtheit prüfen und unleserliche Schriften aus dem Mittelalter lesen gekonnt. In seinen Ämtern beim Staat entschied er komplizierte Fälle. Dabei erteilte er häufig schnell Auskunft. Noch Ende des 19. Jahrhunderts waren seine Werke geschätzt, da sie als gründlich erarbeitet galten. Besonders sein Repertorium der Münzkunde des Mittelalters und der neueren Zeit wurde lang noch als Hilfsmittel benutzt, obgleich man Appel vorwarf, in diesem Werk nicht wissenschaftlich vorgegangen zu sein.

## Werke
- Münz- und Medaillen-Sammlung (Wien 1805 bis 1808, zwei Bände)
- Repertorium zur Münzkunde des Mittelalters und der neueren Zeit (Wien 1819 bis 1828, vier Bände, sieben Teile; erster Band Online, zweiter Band online)
- Skizze einer Sammlung sämmtlicher unter Kaiser Franz I. geprägten Medaillen (Wien 1822)
- Schachspiel-Unterricht